# Tour della nazionale maschile di rugby a 15 della Francia 2010
Il tour 2010 della Nazionale di rugby a 15 della Francia si tenne nel giugno 2010 e previde tre incontri, uno in Sudafrica contro gli Springbok e due, di cui un test match contro i Pumas, in Argentina.
A tale data la Francia proveniva da un Grande Slam nel Sei Nazioni precedente, e affrontava la sua ultima uscita prima della Coppa del Mondo di rugby 2011 (non erano previsti tour l'anno seguente).
I test match si tennero a Città del Capo e a Buenos Aires e furono entrambi persi dalla Francia; l'incontro senza valore di test match fu disputato a La Plata contro l'Argentina A e fu una vittoria per 37-14.
A Città del Capo il Sudafrica affrontò in maniera decisa l'incontro, tanto che i primi punti francesi, una meta di Rougerie, giunsero alla mezz'ora quando già gli Springbok erano avanti 20-0 (due mete trasformate e due piazzati); il primo tempo si chiuse sul 25-10 per i sudafricani e il copione non cambiò nella ripresa, quando i padroni di casa marcarono ulteriori due mete fino ad arrivare al 42-10, solo parzialmente rimediato da una meta quasi allo scadere del tempo regolamentare realizzata da Marc Andreu e trasformata da Jean-Claude Skrela, che ridusse il punteggio finale a 42-17, terzo peggior passivo di sempre dei francesi contro i sudafricani.
La settimana successiva, una Francia rimaneggiata affrontò l'Argentina A a La Plata; benché vittoriosa per 37-14, la prova non fu giudicata pienamente convincente, specialmente nel secondo tempo dopo avere chiuso il primo in vantaggio per 25 a 10.
All'attivo degli argentini due mete, con altrettante trasformazioni, allo scadere di ciascuna delle due frazioni di gioco.
Il test match di Buenos Aires, tuttavia, si rivelò addirittura disastroso per i francesi (Le Monde parlò di Francia «spianata»): un'Argentina combattiva, con Felipe Contepomi in grande spolvero (per lui due mete, tre trasformazioni e cinque piazzati per un totale di 31 punti), ribatté subito allo 0-3 iniziale di Porical con due piazzati, e anche se Morgan Parra al 18' riportò in parità l'incontro sul 6-6, tra la fine del primo tempo e i primi dieci minuti del secondo i Pumas dilagarono, mandando in meta Fernández Lobbe e lo stesso Contepomi, che poi si ripeté venti minuti più tardi, quando Rafaël Carballo aveva già messo a terra la quarta marcatura per la sua squadra.
Solo una meta di Malzieu, trasformata da Parra, nel tabellino francese della ripresa, per un 13-41 che rappresentò la peggior sconfitta contro gli argentini.

## Risultati

### Itest match
| Arbitro: | Bryce Lawrence |

|                                           |      |                         |
| 2’ Spies 7’, 49’ Aplon 31’, 75’ Steenkamp | mt   | 28’ Rougerie 79’ Andreu |
| 2’, 7’, 49’ M. Steyn 75’ R. Pienaar       | tr   | 29’ Parra 79’ Skrela    |
| 11’, 24’, 47’ M. Steyn                    | c.p. | 40’ Parra               |

| Arbitro: | Stuart Dickinson |

|                                                             |      |                      |
| 40’ J.M. Fernández Lobbe 48’, 68’ F. Contepomi 59’ Carballo | mt   | 53’ Malzieu          |
| 40’, 48’, 68’ F. Contepomi                                  | tr   | 53’ Parra            |
| 4’, 8’, 26’, 37’, 65’ F. Contepomi                          | c.p. | 2’ Porical 18’ Parra |

### Gli altri incontri
| Arbitro: | Javier Mancuso |

|                                  |      |                                                      |
| 40’ Bustos Moyano 80’ de Achával | mt   | 16’ Andreu 22’, 65’ Malzieu 34’ Porical 79’ Lamboley |
| 40’, 80’ Bustos Moyano           | tr   | 23’, 35’, 79’ Skrela                                 |
|                                  | c.p. | 6’, 31’ Skrela                                       |